# Perfect Days
Perfect Days (dt.: „Perfekte Tage“) ist ein deutsch-japanischer Spielfilm von Wim Wenders aus dem Jahr 2023. Das Werk soll vier Kurzgeschichten zusammenfassen und zeigt den Schauspieler Kōji Yakusho in der Rolle eines Toilettenreinigers. Perfect Days wurde beim Internationalen Filmfestival von Cannes im Mai 2023 uraufgeführt. Im Jahr 2024 folgte eine Oscar-Nominierung als Bester internationaler Film für Japan.

## Handlung
Hirayama, ein mittelalter Mann, lebt in einer bescheidenen Wohnung in einem weniger gentrifizierten Stadtteil Tokios. Er ist ein Mann der Gewohnheit, der seine Tage mit einer festen Routine verbringt, die ihm Sicherheit und Zufriedenheit gibt. An jedem Arbeitstag steht er früh auf, um in das wohlhabende Shibuya zu fahren, wo er für die Sauberkeit der künstlerisch gestalteten öffentlichen Toiletten verantwortlich ist. Dieser Arbeit geht er mit Genauigkeit nach. In seiner Freizeit widmet sich Hirayama seiner Leidenschaft für Musik und Literatur. Er hört gerne Musik auf Kassetten, darunter Stücke von Künstlern wie Lou Reed und Patti Smith, und liest vor dem Schlafengehen Werke von Autoren wie William Faulkner, Aya Kōda und Patricia Highsmith. Eine besondere Vorliebe hat Hirayama für die Natur, insbesondere für Bäume. Er verbringt seine Pausen im Schatten von Bäumen, fotografiert deren Blätter und genießt die Lichtspiele, die durch die Äste entstehen (Komorebi).
Im Laufe der Zeit reißen Hirayama verschiedene Begegnungen und Ereignisse aus seiner Routine. Sein junger Assistent Takashi, der oft unzuverlässig und unkonzentriert ist, bringt eine dynamische, aber auch chaotische Energie in Hirayamas Leben. Takashi versucht den schweigsamen Hirayama über sein Leben auszufragen, aber vergebens. Eines Tages versucht Takashi, Hirayama zu motivieren, seine wertvollen Musikkassetten zu verkaufen, was Hirayama jedoch ablehnt. Stattdessen gibt er Takashi Geld, damit dieser ein Date mit einer jungen Frau namens Aya haben kann. Als ihm auf dem Weg nach Hause das Benzin ausgeht, ist Hirayama gezwungen, eine Kassette zu verkaufen, um sich Geld zum Tanken zu beschaffen.
Nach der Entdeckung eines in einer Toilettenkabine versteckten Zettels lässt sich Hirayama auf ein Tic-Tac-Toe-Spiel mit einer nicht identifizierten Person ein. Er tauscht auch verstohlene Blicke mit einer fremden Frau aus, die auf einer Bank in der Nähe ihr Mittagessen verzehrt. Aya trifft sich mit Hirayama, um ihm die Patti-Smith-Kassette zurückzugeben. Sie bittet ihn, die Kassette ein letztes Mal in seinem Auto abzuspielen, und gibt ihm zum Dank einen Kuss auf die Wange, woraufhin er sichtlich erschrocken ist. An seinem freien Tag wäscht Hirayama seine Wäsche, bringt den Film mit seinen Baumfotos zum Entwickeln, putzt seine Wohnung, kauft ein neues Buch und geht in ein Restaurant, wo die Besitzerin Mama mit ihm Klatsch und Tratsch austauscht.
Niko, Hirayamas jugendliche Nichte, taucht unangemeldet auf, nachdem sie von zu Hause weggelaufen ist. In den nächsten zwei Tagen begleitet Niko ihn zur Arbeit. Die beiden fotografieren die Bäume im Park und fahren zusammen Fahrrad. Schließlich wird Niko von ihrer Mutter Keiko in einer großen Limousine abgeholt. Im Gespräch mit Keiko deutet sich an, dass es früher in der Familie offenbar viel Streit gab. Keiko erzählt, dass sich die Demenz ihres Vaters verschlimmert habe, und bittet Hirayama, ihn im Pflegeheim besuchen. Er lehnt ab, umarmt aber seine Schwester zum Abschied. Bevor sie geht, fragt sie ihn, ob er wirklich Toiletten reinige, was er bejaht. Nachdem seine Schwester und seine Nichte weggefahren sind, fängt Hirayama an zu weinen.
Am nächsten Tag kündigt Takashi fristlos, woraufhin Hirayama bis tief in den Abend hinein auch dessen Schicht übernehmen muss. In den folgenden Tagen geht Hirayama seiner üblichen Routine nach, aber seine vorherige Ruhe ist ihm offenbar zum Teil abhandengekommen.
Als Hirayama ein paar Tage später in sein übliches Restaurant geht, öffnet er die Tür und sieht, wie die Besitzerin Mama einen Mann umarmt. Hirayama eilt davon, kauft Zigaretten und drei alkoholische Getränke, um sie an einem nahe gelegenen Flussufer zu trinken. Der Mann, den Hirayama im Restaurant gesehen hat, kommt auf ihn zu und bittet ihn um eine Zigarette. Der Mann namens Tomoyama erzählt ihm, dass es sich bei Mama um seine Ex-Frau handelt, die er seit sieben Jahren nicht mehr gesehen hat. Tomoyama hat sie aufgesucht, um sich mit ihr zu versöhnen, bevor er an Krebs stirbt. Er bittet Hirayama, sich um sie zu kümmern. Hirayama lockert die Stimmung auf, indem er ihm einen Drink anbietet. Schließlich trennen sich ihre Wege.
Am nächsten Morgen beginnt für Hirayama eine neue Arbeitswoche. Während er auf dem Weg zur Arbeit ist und Feeling Good singt, huschen mehrere Gefühlsausdrücke über sein Gesicht.

## Produktionshintergrund

### Vorgeschichte
Die Toilettenanlagen, die Hirayama putzt, bestehen tatsächlich: Unter dem Namen The Tokyo Toilet wurden sie im Hinblick auf die ursprünglich für 2020 geplanten Olympischen Sommerspiele in Japan errichtet, die dann aufgrund der COVID-19-Pandemie um ein Jahr verschoben wurden. Das Ziel war es, moderne und ästhetisch ansprechende öffentliche Toiletten zu entwickeln. Hierbei entstanden im Tokioter Stadtteil Shibuya insgesamt 17 WC-Anlagen nach Plänen von international renommierten Architekten und Designern.
Um die Toiletten und das dahinter stehende Kunstprojekt bekannter zu machen, wurde der deutsche Regisseur Wim Wenders Anfang 2022 eingeladen, einen Dokumentarfilm über die Toiletten zu gestalten. Wenders ist der japanischen Kultur seit den 1970er-Jahren verbunden und hatte bereits mehrere Filme in Japan gedreht. Entgegen den ursprünglichen Plänen, einen kleinen Dokumentarfilm über die Toiletten zu machen, entschied sich Wenders dafür, einen abendfüllenden Spielfilm vor den Toiletten als Kulissen zu drehen.

Toiletten von Tokyo Toilet
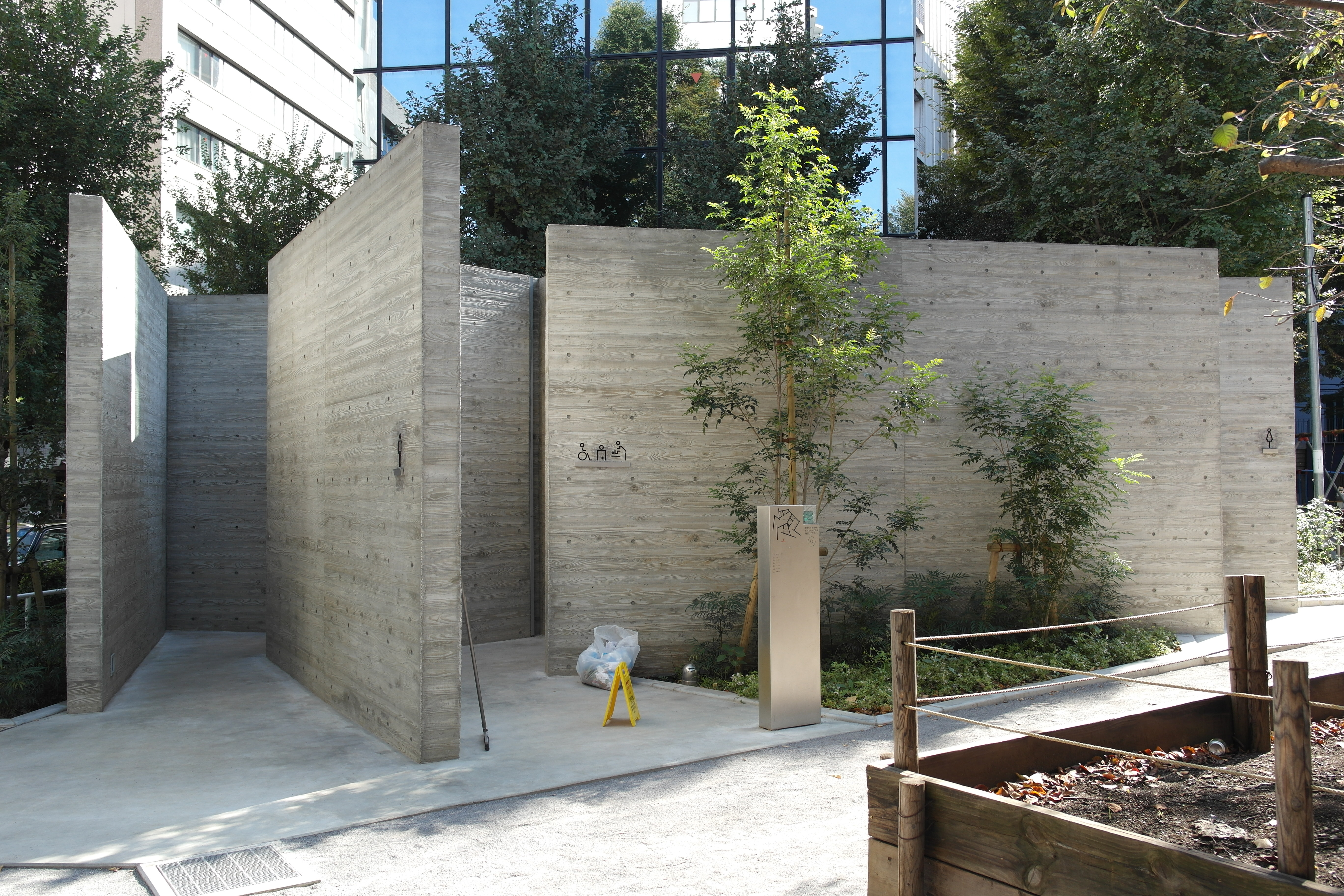
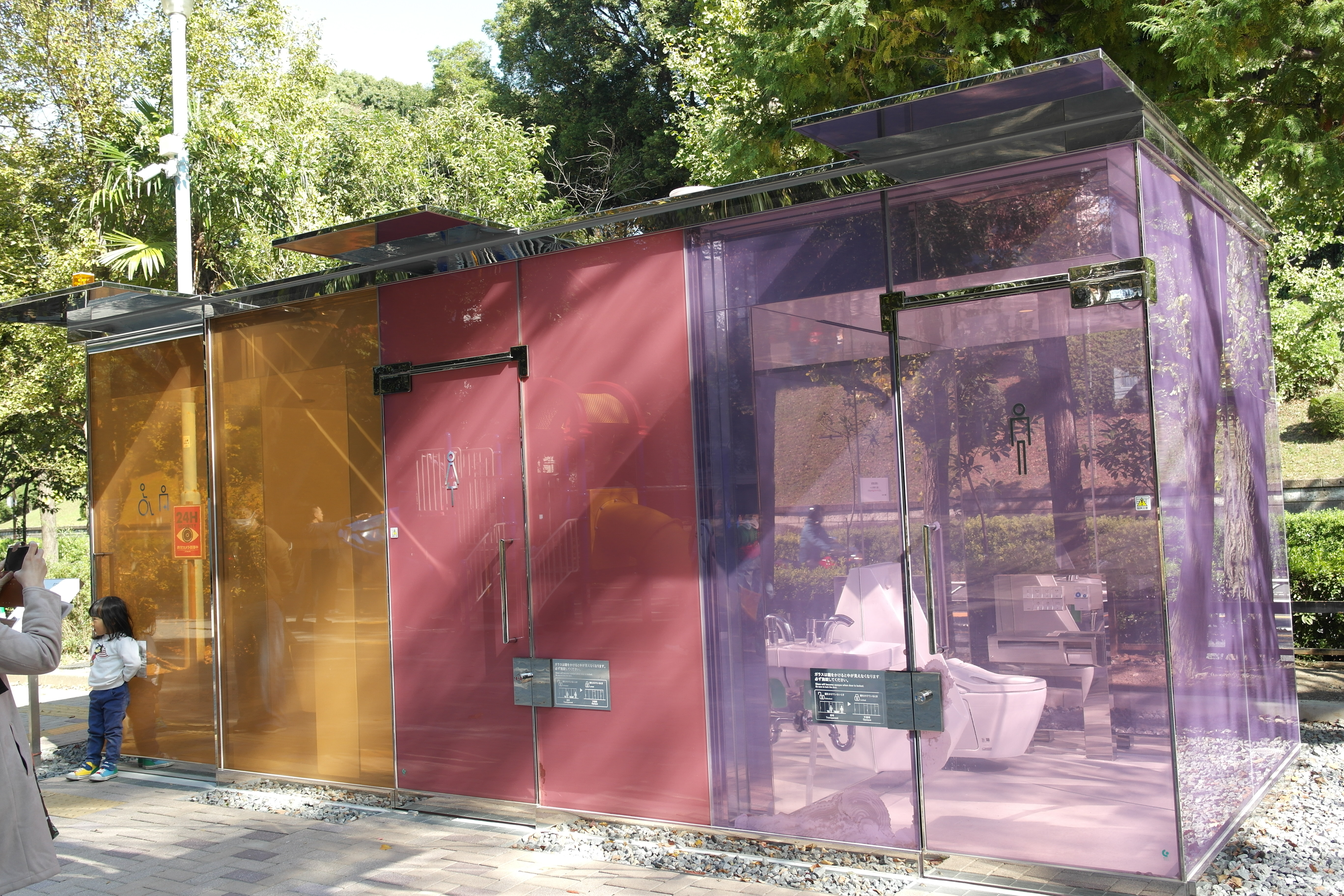
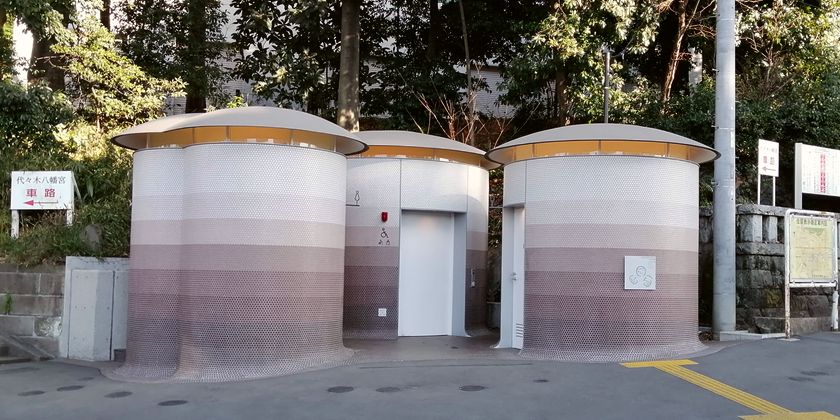
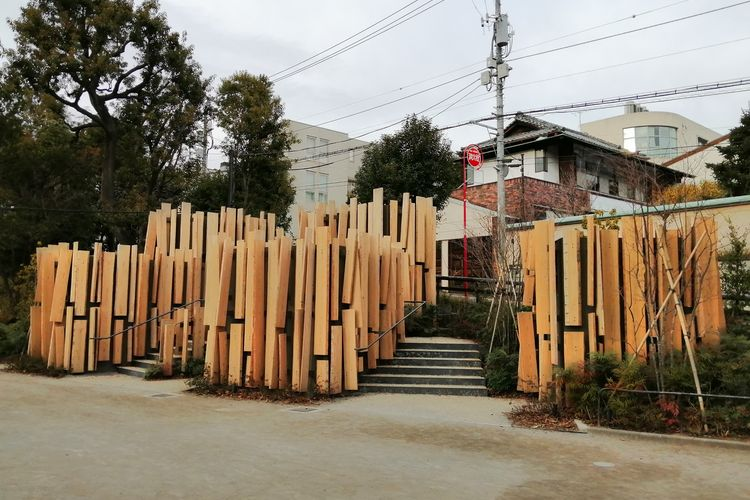

### Drehbuch und Themen

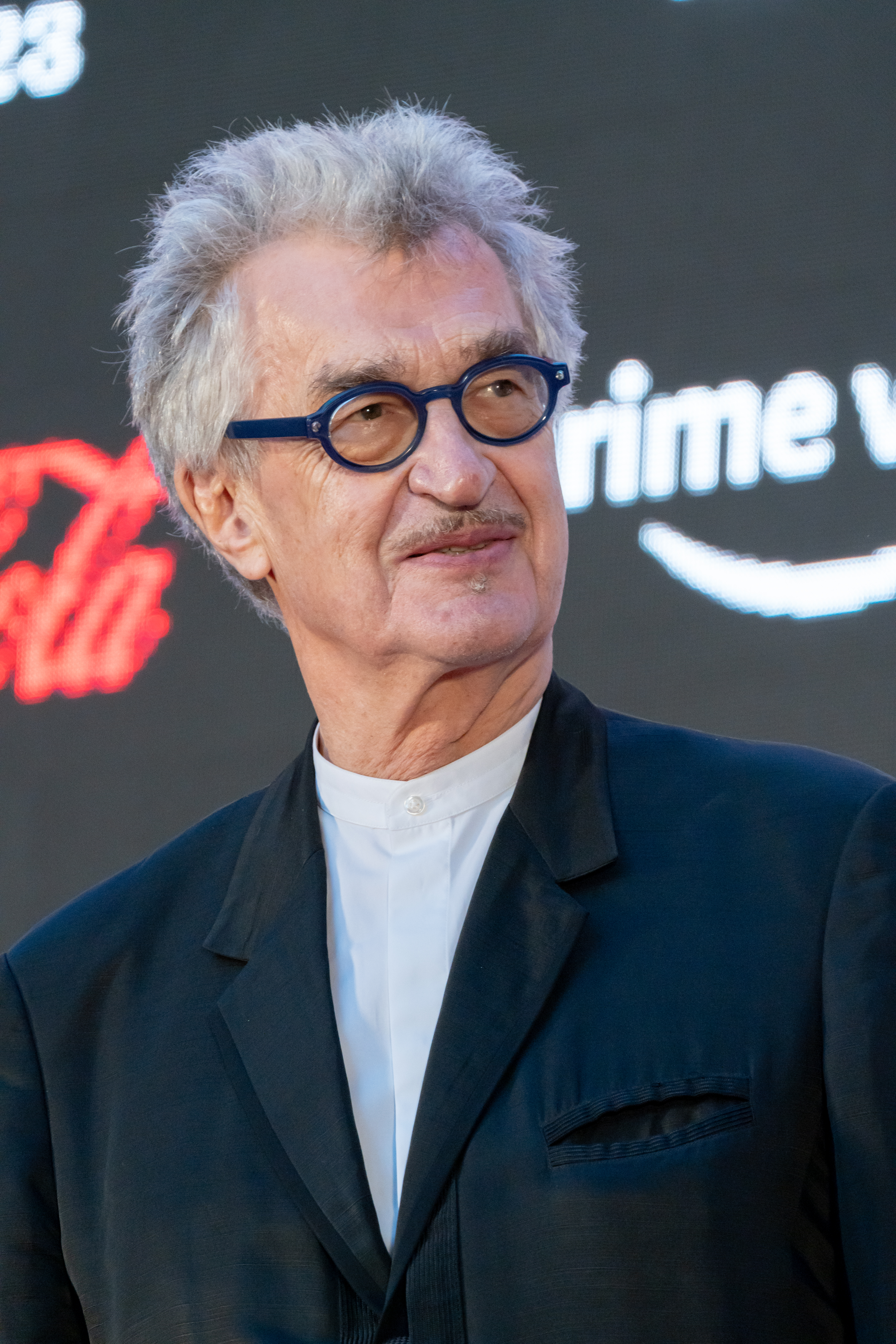
Wim Wenders (2023)

Während Wenders an dem Projekt zu arbeiten begann, beobachtete er nach eigenen Angaben, wie während der COVID-19-Pandemie in Deutschland der öffentliche Raum verkam und Parkanlagen in seiner Umgebung verschmutzten. In dem japanischen Projekt, öffentliche Toiletten aufzuwerten, sah er einen Impuls für gesellschaftliche Kooperation.
Für das Drehbuch arbeitete er mit dem japanischen Autoren Takuma Takasaki zusammen. Bezüglich der Lebensgeschichte von Hirayama hält sich der Film bis auf einige Andeutungen eher bedeckt. Wenders äußerte in einem Interview, dass in seiner Vorstellung Hirayama ein wohlhabender, alkoholkranker Geschäftsmann gewesen sei, der eines Morgens in einem Hotelzimmer aufwachte, über Selbstmord nachdachte und von der Schönheit des Sonnenlichts, das durch die Blätter fällt, beeindruckt war, woraufhin er seine Karriere aufgab und Gärtner und dann Toilettenreiniger wurde.
Wenders betonte in Interviews immer wieder, Perfect Days auch als seine Hommage an die japanische Regielegende Yasujirō Ozu (1903–1963) zu verstehen, dessen Filme er verehrt. Wenders war 1977 erstmals mit dem Hauptgrund nach Japan gereist, die damals in Europa zum Großteil nicht verfügbaren Filme von Ozu sichten zu können. So orientiert sich Wenders’ Film in seinem minimalistischen Stil und einer zurückhaltenden, meditativ wirkenden Regie an Ozus Filmklassikern, die wie auch Perfect Days oft die Frage nach einem richtigen Leben und Zusammenleben stellen. Die Hauptfigur Hirayama trägt denselben Namen wie der männliche Hauptcharakter in Ozus bekanntestem Film Die Reise nach Tokyo (1953).

### Dreharbeiten und Schauspieler

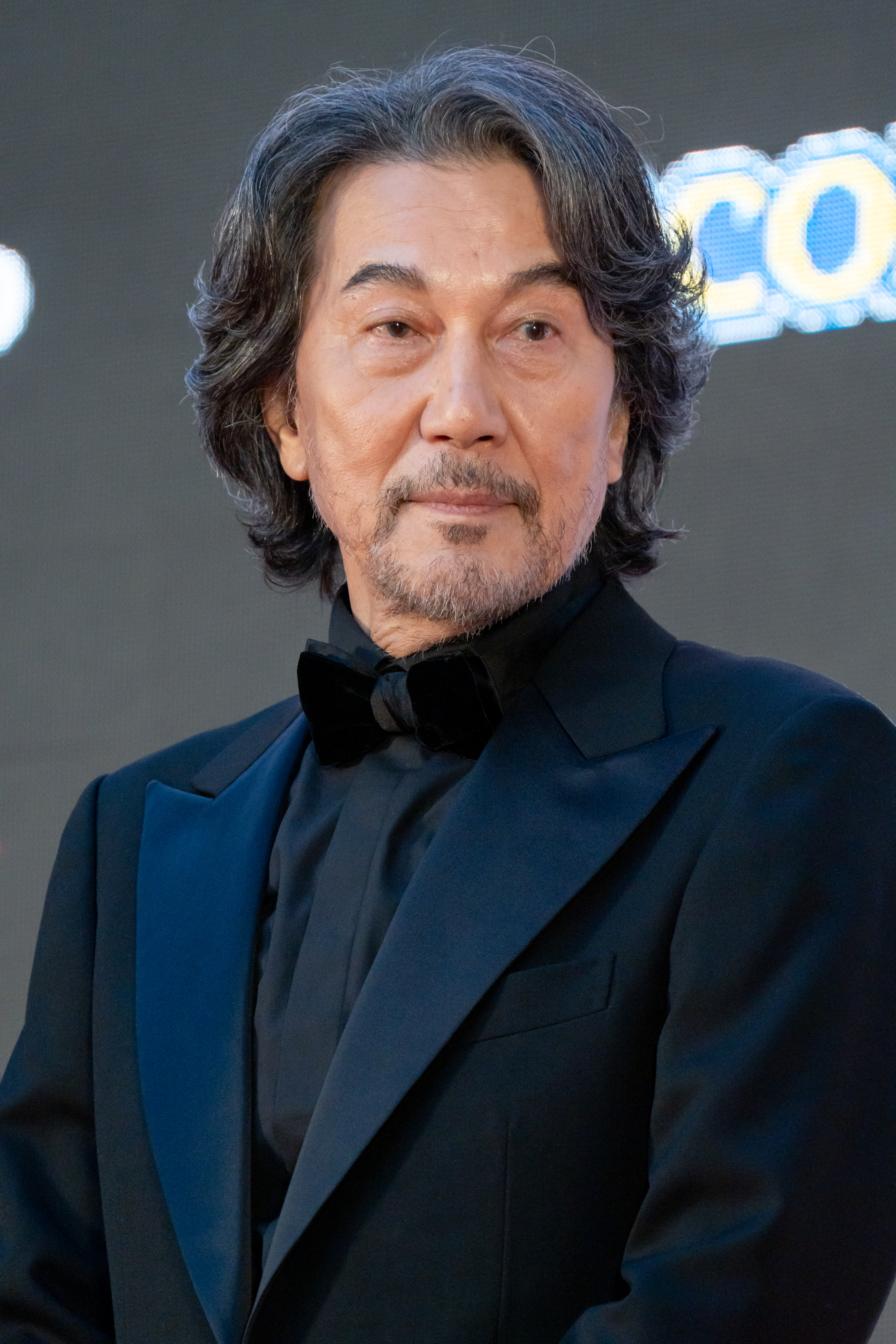
Koji Yakusho (2023)

Kōji Yakusho interessierte sich für die Hauptrolle, woraufhin Wenders ihm sofort zusagte, da er den Schauspieler schätzte, seit er ihn 1996 in dem Film Shall we dance? gesehen hatte. Neben Yakusho wurde u. a. die in Japan sehr bekannte Sängerin Sayuri Ishikawa besetzt, welche in der Rolle der Wirtin Mama eine Interpretation des Liedes The House of the Rising Sun singt. Wenders, der selbst Plattensammler ist, gab sich in dem Film einen Cameo-Auftritt als Kunde im Kassettenladen.
Wenders reiste im Mai 2022 nach Tokio, um die deutsch-japanische Koproduktion mit den Investoren abzusprechen. Im Herbst 2022 fanden schließlich die Dreharbeiten statt. Vor allem weil Hauptdarsteller Yakusho nur einen kurzen Zeitraum zur Verfügung hatte, musste der Film binnen 17 Tagen gedreht werden. Kameramann Franz Lustig drehte Perfect Days zu größeren Teilen über seine Schulter hinweg, sodass er wie ein „lebendiges Stativ“ für die Kamera funktionierte. Diese Arbeitsweise von Lustig unterstrich zum einen den semidokumentarischen Ansatz des Films, zum anderen ermöglichte es ein schnelles, unkompliziertes Filmen im Rahmen der knappen Drehzeit. Dadurch konnten etwa 50 Einstellungen am Tag abgedreht werden.

### Soundtrack
Der Soundtrack des Filmes besteht hauptsächlich aus den Liedern, die Hirayama auf seinen Kassetten hört. Wenders beschrieb die Musikauswahl der Hauptfigur Hirayama folgend: „Vielleicht klammert er sich an die Vergangenheit. Aber er klammert sich auch ein wenig an seine Jugend, und er liebt diese Musik. Morgens wählt er genau aus, was er an diesem Tag hören will. Und das ist nicht zufällig.“ Der Filmtitel Perfect Days bezieht sich dabei auf das im Film vorkommende Lied Perfect Day von Lou Reed (der überdies als Sänger von Velvet Underground noch ein zweites Mal im Soundtrack vertreten ist). Wenders war mit dem 2013 verstorbenen Reed befreundet, sie hatten an mehreren Filmen zusammengearbeitet.
Im Folgenden die Lieder in der Reihenfolge, wie sie im Film vorkommen:
| Titel                                            | Künstler               | Veröffentlichungsjahr |
| ------------------------------------------------ | ---------------------- | --------------------- |
| The House of the Rising Sun                      | The Animals            | 1964                  |
| Pale Blue Eyes                                   | The Velvet Underground | 1969                  |
| (Sittin’ On) The Dock of the Bay                 | Otis Redding           | 1968                  |
| Redondo Beach                                    | Patti Smith            | 1975                  |
| (Walkin’ Thru The) Sleepy City                   | The Rolling Stones     | 1964                  |
| Perfect Day                                      | Lou Reed               | 1972                  |
| Aoi Sakana                                       | Sachiko Kanenobu       | 1972                  |
| Sunny Afternoon                                  | The Kinks              | 1966                  |
| The House of the Rising Sun (japanische Version) | Sayuri Ishikawa        | 2023                  |
| Brown Eyed Girl                                  | Van Morrison           | 1967                  |
| Feeling Good                                     | Nina Simone            | 1965                  |
| Perfect Day (Komorebi-Version)                   | Patrick Watson         | 2023                  |

## Synchronisation
Die deutsche Synchronfassung entstand bei Alias Film- & Sprachtransfer in Berlin. Für Dialogbuch und Dialogregie war Dagmar Jacobsen zuständig.
| Rolle                      | Schauspieler    | Synchronsprecher     |
| -------------------------- | --------------- | -------------------- |
| Hirayama                   | Kōji Yakusho    | Christian Berkel     |
| Niko, Hirayamas Nichte     | Arisa Nakano    | Athiná Cyrannos      |
| Takashi                    | Tokio Emoto     | Jonathan Berlin      |
| Keiko, Hirayamas Schwester | Yumi Aso        | Sabra Lopes          |
| Mama                       | Sayuri Ishikawa | Eva Mattes           |
| Tomoyama, Mamas Ex-Mann    | Tomokazu Miura  | Hanns-Jörg Krumpholz |
| Aya                        | Aoi Yamada      | Emily Kusche         |

## Veröffentlichung und Rezeption
Die Premiere des Films war am 25. Mai 2023 beim Filmfestival von Cannes. Im internationalen Kritikerspiegel des Branchenmagazins Screen International erhielt Wenders’ Regiearbeit 2,9 von 4 möglichen Sternen und belegte einen geteilten vierten Platz unter allen Wettbewerbsfilmen. In einem rein französischen Kritikerspiegel des Online-Magazins Le film français traute nur einer von 15 Rezensenten Perfect Days den Gewinn der Goldenen Palme zu (Michaël Mélinard von der Tageszeitung L’Humanité). Der amerikanische Branchendienst IndieWire listete den Film auf Platz vier seiner möglichen Palmen-Anwärter. Filmjournalist Dieter Oßwald urteilte: Mit furioser Leichtigkeit gelingt Wenders der ziemlich perfekte Film.
Für den Feuilletonisten Peter Körte erzählt der Film eine Geschichte, die „von der Macht und Monotonie der Gewohnheit handelt, aber eben auch von dem Trost und der Ruhe, die sie spenden kann“. Das Lexikon des internationalen Films resümiert: „Wim Wenders entfaltet seine filmische Hommage an sein Vorbild Yasujiro Ozu in eindrucksvoller Seelenruhe, in der Ansätze dramatischer Zuspitzungen hinter den sanften Gleichmut der Bilder zurücktreten müssen. Detailgenau in der Lebenswelt der Hauptfigur, weitet sich der Film zur liebevollen Kinofantasie eines Lebens, das sich in der Form, die es sich selbst gibt, genug ist.“

## Auszeichnungen
Für Perfect Days erhielt Wenders seine zehnte Einladung in den Wettbewerb um die Goldene Palme, den Hauptpreis des Filmfestivals von Cannes. Hauptdarsteller Kōji Yakusho wurde der Preis als bester Schauspieler zuerkannt, während Wenders den Preis der Ökumenischen Jury zugesprochen bekam.
Auch wurde Perfect Days als japanischer Kandidat und als erster Film eines nicht-japanischen Regisseurs für den Oscar 2024 in der Kategorie Bester internationaler Film ausgewählt. Tatsächlich wurde dem Film auch eine Nominierung zuerkannt.